# 2,4,6-三溴苯胺
2,4,6-三溴苯胺是一种有机化合物，化学式为C6H4Br3N。它可用于合成医药、农药和灭火剂。

## 合成
2,4,6-三溴苯胺可由溴水和苯胺在乙酸溶剂或稀盐酸中反应得到：
苯胺和溴在水中反应，会立刻生成2,4,6-三溴苯胺白色沉淀。
有文献指出极少的溴化镁可以作为反应的催化剂。